# Brookesia
Brookesia es un género basal de camaleones endémicos de Madagascar.
Miden como promedio unos 10 cm en su etapa adulta. Es considerado el género de camaleones más pequeño del mundo siendo el representante más pequeño el Brookesia micra, con 29 mm. En enero de 2021 se ha anunciado el descubrimiento de una nueva especie de este género a la que se ha dado el nombre de B. nana que es incluso más pequeña que la descrita B. micra, y que tiene una longitud corporal de 13,5 mm; su hábitat es también el norte de la isla de Madagascar. La mayoría de los representantes en este género fueron descubiertos los últimos 30 años y no tienen nombres comunes. Habitan regiones de muy difícil acceso y debido a su pequeño tamaño no han sido objeto de un profundo estudio a comparación de sus primos de mayor tamaño.

## Especies
Se reconocen las siguientes 32 especies:
- Brookesia antakarana Raxworthy & Nussbaum, 1995
- Brookesia bekolosy Raxworthy & Nussbaum, 1995
- Brookesia betschi Brygoo, Blanc & Domergue, 1974

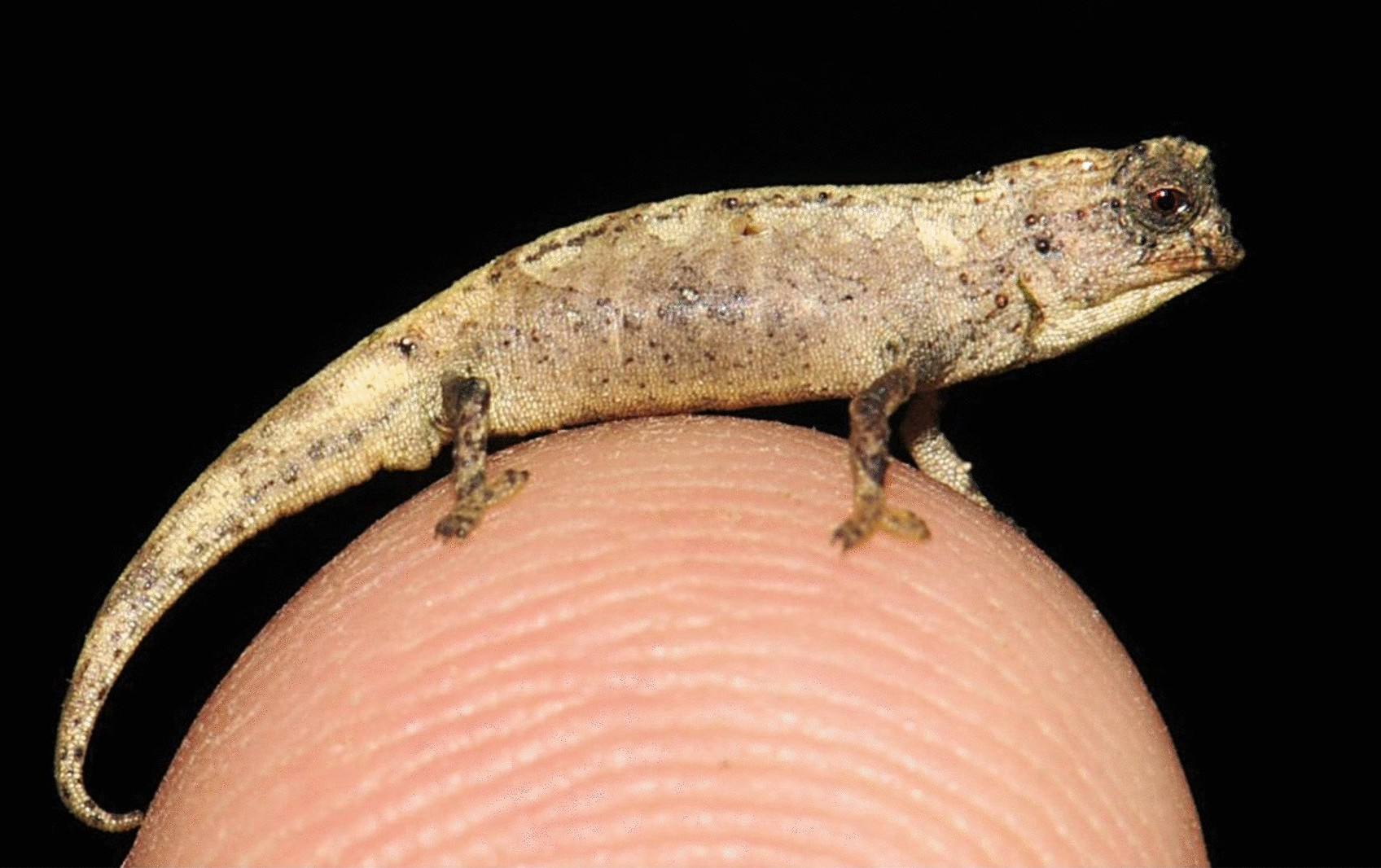
Brookesia nana

- Brookesia bonsi Ramanantsoa, 1980
- Brookesia brunoi[2] Crottini, Miralles, Glaw, Harris, Lima & Vences, 2012
- Brookesia brygooi Raxworthy & Nussbaum, 1995
- Brookesia confidens[3] Glaw, Köhler, Townsend & Vences, 2012
- Brookesia decaryi Angel, 1939
- Brookesia dentata Mocquard, 1900
- Brookesia desperata[3] Glaw, Köhler, Townsend & Vences, 2012
- Brookesia ebenaui (Boettger, 1880)
- Brookesia exarmata Schimmenti & Jesu, 1996
- Brookesia griveaudi Brygoo, Blanc & Domergue, 1974
- Brookesia karchei Brygoo, Blanc & Domergue, 1970
- Brookesia lambertoni Brygoo & Domergue, 1970
- Brookesia lineata Raxworthy & Nussbaum, 1995
- Brookesia micra[3] Glaw, Köhler, Townsend & Vences, 2012

- Brookesia minima Boettger, 1893
- Brookesia nana Glaw, Köhler, Hawlitschek, Ratsoavina, Rakotoarison, Scherz & Vences, 2021[4]
- Brookesia nofy Rakotoarison, Hasiniaina, Glaw & Vences, 2024[5]
- Brookesia perarmata (Angel, 1933)
- Brookesia peyrierasi Brygoo & Domergue, 1974
- Brookesia ramanantsoai Brygoo & Domergue, 1975
- Brookesia stumpffi Boettger, 1894
- Brookesia superciliaris (Kuhl, 1820)
- Brookesia tedi  Scherz, Köhler, Rakotoarison, Glaw & Vences, 2019
- Brookesia therezieni Brygoo & Domergue, 1970
- Brookesia thieli Brygoo & Domergue, 1969
- Brookesia tristis[3] Glaw, Köhler, Townsend & Vences, 2012
- Brookesia tuberculata Mocquard, 1894
- Brookesia vadoni Brygoo & Domergue, 1968
- Brookesia valerieae Raxworthy, 1991